# Mats Fransson
Mats Bertil Fransson (* 1. Juni 1962 in Lysekil) ist ein schwedischer Handballtrainer und ehemaliger Handballspieler.
Der 1,87 m große Handballtorwart spielte für GF Kroppskultur, Lysekils HK und Irsta HF in Schweden sowie ab 2002 bei Sandefjord TIF und ab 2005 bei Runar IL Sandefjord in Norwegen. Als Spielertrainer war er ab 2007 bei HK Herulf in Moss tätig. Seit 2012 trainiert Fransson die Frauenmannschaft des norwegischen Vereins Fredrikstad BK.
In der Schwedischen Nationalmannschaft debütierte Mats Fransson 1984. Bei den Olympischen Spielen 1988 belegte er den fünften Platz. Bei der Weltmeisterschaft 1990 war er dritter Torwart hinter Mats Olsson und Tomas Svensson und wurde Weltmeister. Bis 1999 bestritt er 95 Länderspiele.